# Cổ Điền
Cổ Điền (chữ Hán giản thể: 古田县) là một huyện thuộc địa cấp thị Ninh Đức, tỉnh Phúc Kiến, Cộng hòa Nhân dân Trung Hoa. Huyện này có diện tích 2385,2 ki-lô-mét vuông, dân số 430.000 người, chủ yếu là người Hán. Một nhánh của tiếng Phúc Châu được sử dụng ở đây. Về mặt hành chính, huyện này được chia thành 2 nhai đạo, 7 trấn, 5 hương.
- Nhai đạo: Thành Đông, Thành Tây.
- Trấn: Bình Hồ, Đại Kiều, Hoàng Điền, Hạc Đường, Sam Dương, Phượng Đô, Thủy Khẩu.
- Hương: Cát Hạng, Phán Dương, Phượng Bô, Trác Dương, Đại Giáp.